# Sibel Kekilli
Sibel Kekilli (Heilbronn, 1980. június 16. –) török származású német színésznő. 
Televíziós karrierje előtt „Dilara” néven több pornófilmben is szerepelt. Ezenkívül szerepelt az HBO Trónok harca című fantasy-sorozatában, ahol Shae szerepét játszotta.

## Filmográfia

### Film
| Év   | Magyar cím Eredeti cím           | Szerep                                                                 | Megjegyzés |
| ---- | -------------------------------- | ---------------------------------------------------------------------- | ---------- |
| 2011 | — What a Man                     | Nele                                                                   |            |
| 2010 | Az idegen Die Fremde             | Umay                                                                   |            |
| 2009 | — Pihalla                        | Laura                                                                  |            |
| 2006 | — Eve Dönüş                      | Esma                                                                   |            |
| 2006 | Der Letzte Zug Der letzte Zug    | Ruth Zilbermann                                                        |            |
| 2006 | Fay Grim                         | Recepciós az isztambuli hotelben                                       |            |
| 2006 | Téli utazás Winterreise          | Leyla                                                                  |            |
| 2004 | Kebab kapcsolat Kebab Connection | olasz anya (akinek ugyanolyan gyerekkocsija van, mint amit Titzi vesz) |            |
| 2004 | Fallal szemben Gegen die Wand    | Sibel Güner                                                            |            |

### Televízió
| Év       | Magyar cím Eredeti cím          | Szerep         | Megjegyzés                       |
| -------- | ------------------------------- | -------------- | -------------------------------- |
| 2012     | — Die Männer der Emden          | Salima Bey     | TV-film                          |
| 2011—től | Trónok harca Game of Thrones    | Shae           | magyar hangja Major Melinda      |
| 2010—től | Tetthely Tatort                 | Sarah Brandt   |                                  |
| 2010     | — Mordkommission Istanbul       | Fatma Benli    | In deiner Hand című epizód       |
| 2010     | — Der Kommissar und das Meer    | Ivonne Baumann | Ein Leben ohne Lügen című epizód |
| 2010     | Dieter Glanz fényűző élete Gier | Nadja Hartmann | TV-film                          |
| 2009     | — Nachtschicht – Blutige Stad   | Layla          | TV-film                          |

## Díjak és jelölések
- Elnyert – Deutsche Filmpreis, Lola in Gold (Fallal szemben, 2004)
- Elnyert – Bambi-díj (Fallal szemben, 2004)
- Jelölés – Európai Filmdíj, legjobb európai színésznő (Fallal szemben, 2004)
- Elnyert – Altın Portakal-díj, legjobb színésznő (Eve Dönüş, 2006)
- Elnyert – Deutsche Filmpreis, Lola in Gold (Az idegen, 2010)
- Elnyert – Tribeca Film Festival-díj, legjobb színésznő (Az idegen, 2010)